# بنی یکه
بنی یکه، روستایی از توابع بخش درودزن شهرستان مرودشت در استان فارس ایران است.
در دوران پهلوی این روستا جز املاک محمدخان ضرغامی از کلانتران ایل باصری بود. کدخدای این روستا حاج هاشم محمودی وسپس فرزندش حاج حسنعلی محمودی بود.بود.

## جمعیت
این روستا در دهستان ابرج قرار دارد و براساس سرشماری مرکز آمار ایران در سال ۱۳۸۵، جمعیت آن ۸۵۸ نفر (۱۹۳خانوار) بوده‌است.
حدود نیمی از اهالی این روستا ازایل باصری طایفه کرمی می باشد.
ازبزرگان این طایفه می توان از مرحوم حاج هاشم محمودی،مشهدی سرمست محمودی،حسنعلی محمودی ،حاج پاشاخان محمودی ،میرعلی محمودی،اکبرمحمودی،حاج نامدارمحمودی،روح اله محمودی،حاج علی آقامحمودی ،باقرمحمودی ،قربانعلی محمودی،درویش محمودی وگرگی شفیعی نام برد.
نیم دیگر روستا متشکل ازایل قشقایی ،عرب و... می باشد.
ازبزرگان این طوایف می توان ازحاج عوض روستایی،علمدار روستایی،ذوالفقارروستایی،باقرروستایی،سردارروستایی،نورالله چراغی،حاج فتح اله چراغی،امان اله قربانی،حاج هیبت اله قربانی،حسینقلی چیستان، حاج علیخان سعدی پور،نوازاله حقیقت،حاج اکرم حقیقت،علی محمددلاور، خسروعباسی، محمدرحیم رضایی،ابراهیم رضایی نام برد.

## جاذبه های گردشگری
قلعه استخر مربوط به دوره هخامنشیان-سده‌های اولیه دوران‌های تاریخی پس از اسلام است و از جاهای دیدنی مرودشت در استان فارس محسوب می‌شود. این قلعه روی کوهی با همین نام قرار دارد و در بخش درودزن، دهستان ابرج، جنوب روستای بنی یکه واقع شده است. قلعه استخر در تاریخ ۳۰ بهمن ۱۳۸۶ به‌‌عنوان یکی از آثار ملی ایران به ثبت رسید. این قلعه مشهورترین قلعه‌ سه گنبدان است که از سطح دشت ۴۰۰ متر ارتفاع دارد.
گفتار جیمز موریه – موریه در سال های ۱۲۲۵ و ۱۲۲۶  می نویسد که در فاصلۀ پنج پارسه (تخت جمشید) تپه ای بزرگ است و بر فراز آن آثار دژی است چنان که از پارسه هم دیده می شود، این تپه یا کوه را امروز اِستخر می گویند.